# Libero Liberati
Libero Liberati (20 de setembro de 1926 - 25 de março de 1962) foi um motociclista italiano, campeão da temporada de 1957 de 500cc.